# The Alan Parsons Project
The Alan Parsons Project – progresywna grupa rockowa założona przez Alana Parsonsa i Erica Woolfsona. Parsons był producentem i inżynierem dźwięku, a Woolfson kompozytorem 95% muzyki  i autorem wszystkich tekstów utworów. Zespół był przedsięwzięciem typowo studyjnym, które opierało się na zatrudnianiu sesyjnych muzyków wykonujących muzykę stworzoną przez Woolfsona. Z tego też powodu grupa nie koncertowała (z jednym wyjątkiem w 1990 roku).
Grupa zazwyczaj ogniskowała swoje albumy wokół jakiegoś tematu przewodniego lub postaci, stąd płyty poświęcone Edgarowi Allanowi Poe czy Isaacowi Asimovowi. W Polsce ogromną popularność zdobył charakterystyczny, animowany teledysk do utworu "Don't Answer Me" w reżyserii Michaela Kaluty z albumu Ammonia Avenue, który odnosił sukcesy w popularnym w latach osiemdziesiątych XX wieku programie "Przeboje Dwójki". W piosenkach śpiewał zazwyczaj sam Eric Woolfson, ale wokalistami byli także m.in. Lenny Zakatek, John Miles, Chris Rainbow, Colin Blunstone oraz sam Alan Parsons.
Grupa definitywnie rozpadła się po kilkuletnim konflikcie z Brianem Brolly wokół albumu Freudiana. Ostatecznie zespół stracił prawa autorskie do płyty, które to zdarzenie przypieczętowało jego rozpad. Po rozpadzie zespołu Alan Parsons nadal nagrywał, zaś Woolfson poszedł ścieżką wytyczoną przez albumy Gaudi i Freudiana i skupił się na tworzeniu musicali. Woolfson powrócił do brzmienia The Alan Parsons Project w swoim ostatnim albumie The Alan Parsons Project That Never Was (2009). Eric Woolfson zmarł 2 grudnia 2009 roku.

## Dyskografia
The Alan Parsons Project:
- 1976 Tales of Mystery and Imagination (z adaptacjami motywów literackich Edgara Allana Poe)
- 1977 I Robot
- 1978 Pyramid
- 1979 Eve
- 1980 The Turn of a Friendly Card
- 1982 Eye in the Sky
- 1983 The Best of the Alan Parsons Project
- 1983 Ammonia Avenue
- 1984 Vulture Culture
- 1985 Stereotomy
- 1987 Gaudi
- 1987 The Best of the Alan Parsons Project vol.2
- 1988 The Instrumental Works
- 1990 Freudiana

Alan Parsons Band:
- 1993 Try Anything Once
- 1996 On Air
- 1997 The Definitive Collection
- 1999 Time Machine
- 2004 A Valid Path